# Канал Стаффордшир — Вустершир
Канал Стаффордшир — Вустершир (англ. Staffordshire and Worcestershire Canal) — судоходный канал, открытый в 1772 году в Великобритании. Протекает в графствах Стаффордшир и Вустершир в Мидлендсе и соединяет реку Северн с каналом Трент — Мерси и, соответственно с реками Трент и Мерси. Канал спроектировал знаменитый инженер Джеймс Бриндли.

## Разработка
Канал должен был стать частью «Большого креста» и соединить Кингстон-апон-Халл, Ливерпуль, Бристоль и Лондон. Акт парламента, разрешающий строительство канала, был принят 14 мая 1766 года. Была создана «Компания владельцев судоходств по каналу Стаффордшир—Вустершир», которая была уполномочена собрать первоначальные 70 000 фунтов стерлингов (что эквивалентно современным 9,8 млн фунтов), а также дополнительные 30 000 фунтов (4,2 млн современных), если это будет необходимо, для финансирования строительства канала.
Канал был достроен в 1771 году по цене, превышающей уставной капитал, и открыт в 1772 году. Он имел коммерческий успех, обеспечив вывоз керамики со Стаффордширских гончарных заводов на юг в Глостер и Бристоль, а также продукции Чёрной страны на север в Поттерис через соединение с Бирмингемским каналом в Олдерсли.